# Albert R. Broccoli
Albert Romolo Broccoli, vanligen kallad Cubby, född 5 april 1909 i Astoria i Queens, New York, död 28 juni 1996 i Beverly Hills, Los Angeles, var en amerikansk filmproducent. Han var från 1959 gift med Dana Broccoli. Vad smeknamnet "cubby" kommer av råder delade meningar. En teori är att han liknade seriefiguren "Cubby Bear".
Broccoli skapade 1961 filmbolaget EON Productions tillsammans med Harry Saltzman. De producerade filmerna om James Bond åren 1962-1974. Från 1977 fungerade Broccoli som ensam producent sedan en konflikt uppstått mellan honom och Saltzman. På 1990-talet tiden tog Broccolis dotter Barbara Broccoli och hans styvson Michael G. Wilson (Wilson hade redan arbetat med styvfadern sedan 1980-talet) över produktionen.
Broccoli dog till följd av en hjärtattack.

## Filmografi
som producent
- 1957 – Karibisk hamn
- 1960 – Gröna nejlikan
- 1962 – Agent 007 med rätt att döda
- 1963 – Agent 007 ser rött
- 1964 – Goldfinger
- 1965 – Åskbollen (verkställande producent)
- 1967 – Man lever bara två gånger
- 1968 – Chitty Chitty Bang Bang
- 1969 – I hennes majestäts hemliga tjänst
- 1971 – Diamantfeber
- 1973 – Leva och låta dö
- 1974 – Mannen med den gyllene pistolen
- 1977 – Älskade spion
- 1979 – Moonraker
- 1981 – Ur dödlig synvinkel
- 1983 – Octopussy
- 1985 – Levande måltavla
- 1987 – Iskallt uppdrag
- 1989 – Tid för hämnd
- 1995 – Goldeneye (presentatör)